# Anisylformiat
Anisylformiat (genauer 4-Anisylformiat oder para-Anisylformiat beziehungsweise p-Anisylformiat) ist eine organische Verbindung aus der Gruppe der Carbonsäureester. Sie leitet sich von Anisalkohol und Ameisensäure ab und wird als Duft- und Aromastoff verwendet.

## Vorkommen
Anisylformiat kommt als Aromakomponente in Bourbon-Vanille vor.

## Herstellung
Die Veresterung von Anisalkohol mit Ameisensäure gelingt in Hexan als Lösungsmittel und mit Schwefelsäure-modifiziertem Silicagel (hergestellt mithilfe von Chlorsulfonsäure) als Katalysator. Eine Umesterung ist mit Ethylformiat und 1-Butyl-3-methylimiazoliumhydrogensulfat als Katalysator möglich.

## Eigenschaften
Anisylformiat weist einen süßen, würzigen Geruch nach grünen Blättern und Vanille auf.

## Verwendung
Anisylformiat wird als Duftstoff in Kosmetika und Reinigungsmitteln und als Aromastoff verwendet. Die weltweite Verwendungsmenge hat in jüngerer Vergangenheit abgenommen. Während sie gemäß einem Bericht aus dem Jahr 2012 in der Größenordnung von 1 bis 10 Tonnen pro Jahr lag, liegt sie laut einem neueren Bericht bei unter einer Tonne pro Jahr. In der EU ist es unter der FL-Nummer 09.087 als Aromastoff für Lebensmittel zugelassen. Die Reinheit muss dabei mindestens 90 % betragen. Als Nebenkomponente darf 8 % Anisalkohol enthalten sein.